# Isaac Azcuy
Isaac Azcuy, född den 3 juni 1953, är en kubansk judoutövare.
Han tog OS-silver i herrarnas mellanvikt i samband med de olympiska judotävlingarna 1980 i Moskva.